# Ariya Daivari
Ariya Daivari (ur. 11 kwietnia 1989 w Plymouth) – irańsko-amerykański profesjonalny wrestler, obecnie występujący w federacji WWE w brandzie Raw w dywizji cruiserweight.

## Kariera profesjonalnego wrestlera

### Federacje niezależne (2006–2016)
Ariya był trenowany przez starszego brata Shawna Daivari'ego i Arika Cannona. Dalsze treningi przeprowadzali wrestlerzy WWE Shelton Benjamin i Ken Anderson. Jego debiutancka walka nastąpiła 26 września 2006 podczas gali federacji Midwest Pro Wrestling. Do czasu debiutu w WWE w 2016 występował w Ring of Honor, Global Force Wrestling i Ring Ka King.

### WWE

#### Dywizja cruiserweight (od 2016)
Daivari po raz pierwszy wystąpił dla WWE w nietransmitowanej w telewizji walce przed nagraniami tygodniówki SmackDown w 2013. Rok później wziął udział w tryoutach w szkółce WWE Performance Center. 13 czerwca 2016 został ogłoszony jednym z członków turnieju Cruiserweight Classic. Dziesięć dni później odpadł w pierwszej rundzie będąc pokonanym przez Ho Ho Luna.
Daivari zadebiutował w dywizji cruiserweight brandu Raw 10 października podczas odcinka tygodniówki Raw, gdzie przegrał ze zwycięzcą Cruiserweight Classic TJ Perkinsem. Podczas pre-show gali Hell in a Cell on, Tony Nese i Drew Gulak przegrali z Cedrikiem Alexandrem, Lince'em Dorado i Sin Carą. Miesiąc później podczas pre-show gali Survivor Series w podobnym składzie przegrał z Perkinsem, Richem Swannem i Noamem Darem. Pod koniec roku rozpoczął rywalizację z Jackiem Gallagherem, którą przegrał z powodu porażki z Gallagherem w „I Forfeit” matchu.
W lipcu 2017 zaczął skupiać się na zostaniu pretendentem do WWE Cruiserweight Championship. 17 lipca zmierzył się z Akirą Tozawą, lecz pojedynek poddał menedżer Tozawy Titus O'Neil. Tydzień później miał odbyć się rewanż, lecz Daivari zaatakował Tozawę i posiadacza Cruiserweight Championship Neville'a. 25 lipca podczas odcinka tygodniówki 205 Live wygrał z Neville'em przez wyliczenie poza-ringowe. W listopadzie kiedy to Enzo Amore zdobył mistrzostwo cruiserweight, Daivari zaczął występować obok niego jako część grupy Zo Train.

## Życie prywatne
Daivari uczęszczał do Wayzata Hight School w Plymouth w stanie Minnesota. Z pochodzenia jest irańskim amerykaninem i biegle mówi w języku perskim, co czasem wykorzystuje w swoich występach. Ma starszego brata Dara, który również jest profesjonalnym wrestlerem i występował w WWE jako Khosrow Daivari (lub skrótowo jako Daivari).

## Styl walki
- Finishery
  - Cobra clutch, czasem wykonywany na siedząco – od 2017
  - Persian Lion Splash (Frog splash)[3]
  - Magic Carpet Ride[3] (Diving splash) – federacje niezależne
  - Hammerlock przemianowany w short-arm lariat – od 2017
- Inne ruchy
  - Camel clutch[6]
  - Powerslam[1]
  - Spinebuster
- Przydomki
  - „The Persian Lion”[1]
  - „The Sheik of the Cruiserweights”
- Motywy muzyczne
  - „Crash Hand” ~ Cruel Hand
  - „Persian Storm” ~ APM Music (WWE; 13 czerwca 2016 – 22 listopada 2016)
  - „Magic Carpet Ride” ~ CFO$ (WWE; od 29 listopada 2016)

## Mistrzostwa i osiągnięcia
- American Wrestling Federation
  - AWF Heavyweight Championship (2 razy)[14]
- F1RST Wrestling
  - F1RST Wrestlepalooza Championship (1 raz)[5]
- Heavy on Wrestling
  - HOW Undisputed Championship (1 raz)[15]
- Insane Championship Wrestling
  - ICW Tag Team Championship (1 raz) – z Shawnem Daivarim
- National Wrestling Alliance Midwest
  - NWA Midwest X-Division Championship (1 raz)
- National Wrestling Alliance Wisconsin
  - NWA Wisconsin Tag Team Championship (1 raz) – z Dysfunctionem[16]
- Pro Wrestling Illustrated
  - PWI umieściło go na 201. miejscu w top 500 wrestlerów rankingu PWI 500[17]